# Université de Bergame

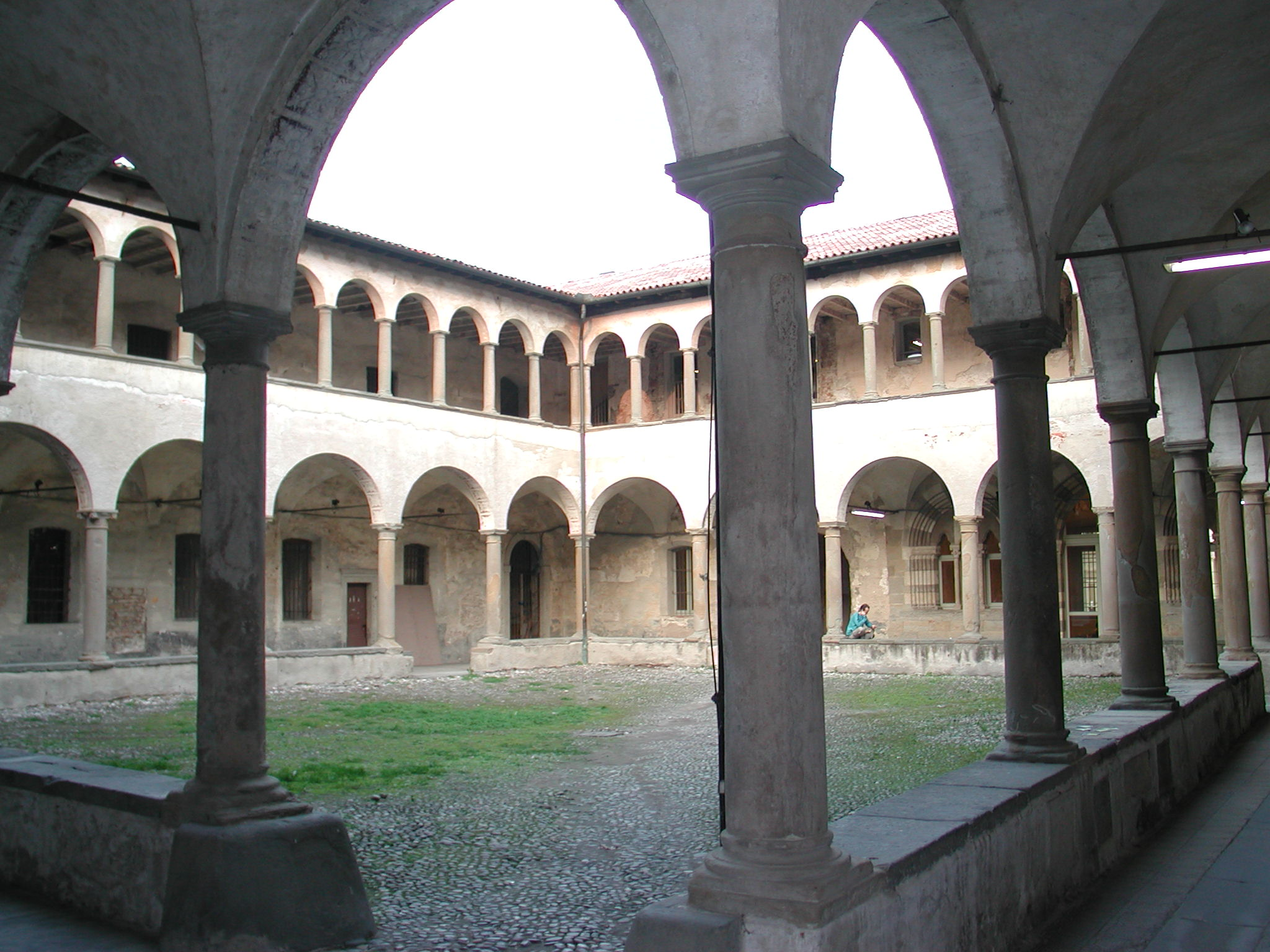
La cour intérieure

L'université de Bergame (en italien, Università degli studi di Bergamo) est une université italienne à Bergame (Lombardie).
C'est une université jeune, née à partir d'un cours de langues étrangères en 1968 auquel se sont agrégées peu à peu d'autres facultés.